# Cantone di Molsheim
Il Cantone di Molsheim è una divisione amministrativa dell'arrondissement di Molsheim.
A seguito della riforma approvata con decreto del 18 febbraio 2014, che ha avuto attuazione dopo le elezioni dipartimentali del 2015, è passato da 20 a 31 comuni.

## Composizione
I 20 comuni facenti parte prima della riforma del 2014 erano:
- Altorf
- Avolsheim
- Dachstein
- Dinsheim
- Dorlisheim
- Duttlenheim
- Ergersheim
- Ernolsheim-Bruche
- Gresswiller
- Heiligenberg
- Lutzelhouse
- Molsheim
- Muhlbach-sur-Bruche
- Mutzig
- Niederhaslach
- Oberhaslach
- Soultz-les-Bains
- Still
- Urmatt
- Wolxheim

Dal 2015 i comuni appartenenti al cantone sono i seguenti 31:
- Altorf
- Avolsheim
- Bergbieten
- Bischoffsheim
- Bœrsch
- Dachstein
- Dahlenheim
- Dangolsheim
- Dorlisheim
- Duppigheim
- Duttlenheim
- Ergersheim
- Ernolsheim-Bruche
- Flexbourg
- Grendelbruch
- Griesheim-près-Molsheim
- Innenheim
- Kirchheim
- Marlenheim
- Mollkirch
- Molsheim
- Nordheim
- Odratzheim
- Ottrott
- Rosenwiller
- Rosheim
- Saint-Nabor
- Scharrachbergheim-Irmstett
- Soultz-les-Bains
- Wangen
- Wolxheim